# Quercus nixoniana
Quercus nixoniana là một loài thực vật có hoa trong họ Cử. Loài này được S.Valencia & Lozada-Pérez mô tả khoa học đầu tiên năm 2003.